# Adolf Scherer
Adolf Scherer, född 5 maj 1938 i Priekopa, Tjeckoslovakien (i nuvarande Slovakien), död 22 juli 2023 i Saint-Gilles i Gard, Frankrike, var en slovakisk fotbollsspelare (anfallare) av karpattysk härkomst som spelade för Tjeckoslovakien.

## Biografi
Mellan 1958 och 1964 spelade Scherer totalt 36 matcher för det tjeckoslovakiska fotbollslandslaget. Han var en del av den tjeckoslovakiska truppen under fotbolls-VM i Sverige 1962, där han dock inte deltog i några matcher, och i Chile 1962, där Tjeckoslovakien tog sig till finalen men slutade tvåa efter att ha förlorat mot Brasilien. I VM 1962 gjorde Scherer totalt tre mål; ett i kvartsfinalen mot Ungern och två i semifinalen mot Jugoslavien, och blev känd som en av de främsta tjeckoslovakiska målskyttarna.
På klubbnivå spelade Scherer bland annat i Slovnaft Bratislava i Tjeckoslovakien. Han spelade även bland annat för franska Nîmes Olympique, och emigrerade 1973 till Frankrike.